# Личоня
Личоня — село, що існувало на території нинішньої Потіївської громади Житомирської області.

## Місце розташування поселення
Історик В. Ю. Кисиленко встановив, що це село розташовувалося на вулиці Юрія Мілієнка в селі Потіївка, а саме: між містком через річку Очеретянка та поворотом на вул. Мартиненка.

## Історія
За даними історика Леоніда Тимошенка, Личоня входила до сіл маєтку Київського митрополита.
Під час Національно-визвольної війни мешканці села взяли активну участь у виступах проти польського панування.
У жовтні 1648 року мешканців Личоні було пограбовано.
Пізніше поселення увійшло до складу села Потіївка.

## Пам'ять
На честь зниклої Личоні в Потіївській громаді існує популярне прізвище Лічний.